# تشارلز فرازير (لاعب دوري الرغبي)
تشارلز فرازير (بالإنجليزية: Charles Fraser)‏ هو لاعب دوري الرغبي نيوزيلندي، ولد في 11 يناير 1893 في Balmain, New South Wales ‏ في أستراليا، وتوفي بنفس المكان في 1981.